# Camille Coduri
Camille Coduri (Wandsworth, 18 aprile 1965) è un'attrice britannica.
È conosciuta per aver interpretato il personaggio di Jackie Tyler, la mamma di Rose Tyler (Billie Piper), nella seconda nuova serie televisiva Doctor Who.

## Vita privata
Sposata con l'attore Christopher Fulford ha due figli: Rose, nata nel 1993, divenuta attrice, e Santino, nato nel 1996. 

## Filmografia

### Attrice

#### Cinema
- Una preghiera per morire (A Prayer for the Dying), regia di Mike Hodges (1987)
- Hawks, regia di Robert Ellis Miller (1988)
- Spalle nude (Strapless), regia di David Hare (1989)
- Suore in fuga (Nuns on the Run), regia di Jonathan Lynn (1990)
- Sua maestà viene da Las Vegas (King Ralph), regia di David S. Ward (1991)
- Mrs Caldicot's Cabbage War, regia di Ian Sharp (2002)
- The Business, regia di Nick Love (2005)
- Love Me Still, regia di Danny Hiller (2007)
- Adulthood, regia di Noel Clarke (2008)
- The Firm, regia di Nick Love (2009)
- Jenny., regia di Jonson D'Angelo - cortometraggio (2009)
- 4.3.2.1., regia di Noel Clarke & Mark Davis (2010)
- The Other Side of My Sleep, regia di Raffaello Degruttola - cortometraggio (2010)
- Film: The Movie, regia di Raffaello Degruttola (2014)
- Scottish Mussel, regia di Talulah Riley (2015)
- Tremor Cordis, regia di Raffaello Degruttola - cortometraggio (2017)
- The Entertainer, regia di Jonathan Schey - cortometraggio (2017)
- Leave to Remain, regia di Remy Bazerque - cortometraggio (2021)

#### Televisione
- Life Without George - serie TV, episodio 1x04 (1987)
- Boon - serie TV, episodi 2x05-6x13 (1987-1991)
- Compaign, regia di Brian Farnham - miniserie TV, 6 puntate (1988)
- The River - serie TV, episodio 1x04 (1988)
- Morris Minor's Marvellous Motors - serie TV, 6 episodi (1989)
- Made in Spain, regia di Herbert Wise - film TV (1989)
- Ruth Rendell Mysteries - serie TV, episodio 3x07 (1989)
- A Bit of Fry and Laurie - serie TV, episodio 2x05 (1990)
- Le avventure di Bailey (Rumpole of the Bailey) - serie TV, 5 episodi (1992)
- Nelson's Column - serie TV, 9 episodi (1994-1995)
- Moving Story - serie TV, episodio 2x03 (1995)
- Jack Frost - serie TV, episodio 4x01 (1996)
- The Famous Five - serie TV, episodio 2x06 (1996)
- The History of Tom Jones, a Foundling, regia di Metin Hüseyin - miniserie TV, puntate 1-2-5 (1997)
- Trial & Retribution - serie TV, episodio 6x02 (2002)
- Family, regia di David Drury - miniserie TV, 6 puntate (2003)
- William and Mary - serie TV, episodio 2x02 (2004)
- England Expects, regia di Tony Smith - film TV (2004)
- The Commander: Blackdog, regia di Charles Beeson - film TV (2005)
- Doctor Who - serie TV, 15 episodi (2005-2010)
- Pickles: The Dog Who Won the World Cup, regia di Gavin Millar - film TV (2006)
- Sinchronicity - serie TV, 5 episodi (2006)
- Sacrifice, regia di Matthew Savage - cortometraggio TV (2006)
- The Last Detective - serie TV, episodio 4x01 (2007)
- Miss Marple (Agatha Christie's Marple) - serie TV, episodio 3x02 (2007)
- Lark Rise to Candleford - serie TV, episodio 1x03 (2008)
- Honest - serie TV, episodi 1x04-1x05-1x06 (2008)
- New Tricks - Nuove tracce per vecchie volpi (New Tricks) - serie TV, episodio 5x01 (2008)
- Ashes to Ashes - serie TV, episodio 3x05 (2010)
- L'ispettore Barnaby (Midsomer Murders) - serie TV, episodio 13x06 (2010)
- Him & Her - serie TV, 17 episodi (2010-2013)
- Secrets and Words - serie TV, episodio 1x05 (2012)
- Edge of Heaven - serie TV, 6 episodi (2014)
- Cradle to Grave, regia di Sandy Johnson - miniserie TV, puntata 6 (2015)
- King Gary - serie TV, 14 episodi (2018-2021)
- This Time with Alan Partridge - serie TV, episodi 1x03-1x05 (2019)
- Delitti in Paradiso (Death in Paradise) - serie TV, episodio 11x05 (2022)
- Rain Dogs, regia di Richard Laxton e Jennifer Perrott - miniserie TV, puntata 5 (2023)
- Sweetpea - serie TV, episodi 1x02-1x04-1x05 (2024)
- Big Boys - serie TV, 16 episodi (2022-2025)

### Doppiatrice
- The Curse - serie TV, 6 episodi (2022) - narratrice

## Radio
- Doctor Who: New Series Adventures - serie di podcast, episodi 1x02-1x03-1x06 (2005)
- Doctor Who: The Ninth Doctor Chronicles - serie di podcast, episodio 1x04-4x01 (2017-2025)
- Doctor Who: The Tenth Doctor Adventures - serie di podcast, episodio 2x01 (2017)
- The Lives of Captain Jack - serie di podcast, episodi 1x02-3x01-3x03 (2017-2020)
- Doctor Who: New Series Target Novelisation Audiobooks - serie di podcast, episodi 1x01-1x02 (2018)
- Doctor Who: Short Trips - serie di podcast, episodi 8x06-8x08 (2018)
- Rose Tyler: The Dimension Cannon - serie di podcast, 9 episodi (2019-2023)
- Doctor Who: Once and Future - serie di podcast, episodio 1x04 (2023)
- The Diary of River Song - serie di podcast, episodio 12x02 (2023)
- Doom's Day: Dying Hours - serie di podcast, episodio 1x02 (2023)

## Discografia

### Audiolibri
- 2017 - Doctor Who - The Lives Of Captain Jack
- 2017 - Doctor Who - The Tenth Doctor Adventures - Volume Two
- 2018 - Doctor Who - Infamy Of The Zaross
- 2018 - Doctor Who - Short Trips: The Siege of Big Ben
- 2018 - Doctor Who - Short Trips: Flight Into Hull!
- 2019 - Doctor Who - Rose Tyler: The Dimension Cannon
- 2020 - Doctor Who - The Lives Of Captain Jack Volume Three
- 2022 - Doctor Who - Rose Tyler The Dimension Cannon: Other Worlds
- 2023 - Doctor Who - Once and Future: Two's Company
- 2023 - Doctor Who - Rose Tyler The Dimension Cannon: Trapped